# ドラゴシュ・ネデルク
ドラゴシュ・ネデルク（Dragoș Nedelcu，1997年2月16日 - ）は、ルーマニア・コンスタンツァ出身のサッカー選手。ルーマニア代表。ポジションはミッドフィールダー。

## クラブ経歴
2014年7月18日、クパ・リギーのFCボトシャニ戦でプロデビューを果たした。10日後、CSMストゥデンツェスク・ヤシ戦でリーガ1での初出場を果たした。
2017年8月10日、FCSBと5年契約を締結し、5000万ユーロでの契約解除条項が設定された。移籍の1ヶ月前には、「海外のチームでプレーすることを夢見ている」と述べ、移籍を拒否していた。この移籍には、ヴィトルル・コンスタンツァのチームメイトのロマーリオ・ベンザルの移籍も含まれており、合わせて270万ユーロがかかった。ヴィトルル・コンスタンツァは、将来の移籍金の一部を受け取る権利を有していたが、11月に50万ユーロでその権利は買い取られた。
8月12日、AFCアストラ・ジュルジュ戦でFCSBデビューを果たした。11月5日、CSコンコルディア・キアジナで移籍後初ゴールを挙げた。
2021年7月12日、フォルトゥナ・デュッセルドルフに買取オプション付きのレンタルで移籍した。2022年2月4日、レンタル移籍の早期解消が発表された。

## 代表経歴
2016年11月、ポーランド代表とロシア代表戦に向けたルーマニア代表に招集された。ロシア代表戦で代表デビューを果たした。

## タイトル

### クラブ
FCヴィトルル・コンスタンツァ
- リーガ1 : 2016-17

FCSB
- クパ・ロムニエイ : 2019-20